# Jordskælvet i Tyrkiet og Syrien 2023
Jordskælvet i Tyrkiet 2023 var et jordskælv 6. februar 2023 kl. 04:17 lokal tid ved byen Gaziantep i det sydlige Tyrkiet, tæt ved Aleppo i Syrien.
Jordskælvet blev på mercalliskalaen målt til "IX Ødelæggende" og til 7,8 på momentmagnitude-skalaen og er det kraftigste jordskælv målt i Tyrkiet. Jordskælvet og en række kraftige efterskælv medførte omfattende ødelæggelser i området, og der er rapporteret om adskillige tusinde omkomne i området, og antallet forventes at stige efterhånden som flere murbrokker bliver udgravet.
| - Kort med den østanatolske forkastningszone / "East Anatolian Fault"(en) |